# Save Airport
Save Airport är en flygplats i Benin.   Den ligger i departementet Zou, i den södra delen av landet, 170 km norr om huvudstaden Porto-Novo. Save Airport ligger 199 meter över havet.
Terrängen runt Save Airport är platt. Närmaste större samhälle är Savé, 3,1 km nordost om Save Airport.
I omgivningarna runt Save Airport växer huvudsakligen savannskog. Runt Save Airport är det ganska glesbefolkat, med 28 invånare per kvadratkilometer.